# Ústecký kraj
Ústecký kraj leží na severozápadě Čech. Na východě sousedí s Libereckým krajem, na jihovýchodě se Středočeským krajem, na jihu má kratičký úsek společné hranice s Plzeňským krajem, na jihozápadě hraničí s Karlovarským krajem. Nejdelší úsek společné hranice má s německou spolkovou zemí Sasko na severozápadě. Žije zde přibližně 808 tisíc obyvatel.

## Dějiny
Od 10. století zde stojí mnohé hrady, které byly opěrnými body moci v přemyslovských Čechách. Litoměřická kapitula byla založena již roku 1057, v její zakládací listině lze nalézt vůbec nejstarší zápisy psané česky. Důležité šlechtické rody byly Berkové z Dubé, Vartenberkové, Hrabišicové a Zajícové z Hazmburka. Od počátku 13. století vznikala síť královských měst Žatec, Kadaň, Louny, Most, Ústí nad Labem a Litoměřice. Posledně jmenované se postupně staly nejdůležitějším městem v severních Čechách; právě v Litoměřicích založil papež Alexandr VII. 3. července 1655 biskupství.
Kolem poloviny 18. století byl rozvoj značně omezen opakovanými válkami s Pruskem o rakouské dědictví. Po zrušení nevolnictví a roboty došlo k velkému rozmachu průmyslu.
Převážnou část obyvatelstva tvořili tradičně čeští Němci, proto bylo území kraje před druhou světovou válkou odtrženo od Československa a připojeno k Německu. Po válce bylo naopak německé obyvatelstvo vysídleno a území dosídleno Čechy, Slováky, volyňskými Čechy, Romy, Maďary a dalšími národnostmi. V 60.–80. letech docházelo k rozsáhlému a systematickému poškozování krajinného rázu oblastí kraje, které bylo způsobeno především důlní činností. Těžbě uhlí ustoupilo také mnoho obcí se svou mnohasetletou historií, včetně starého královského města Mostu. Po společenských změnách v roce 1989 dochází v první polovině 90. let nejen k útlumu těžby hnědého uhlí, ale také celého sektoru těžkého průmyslu.

### Zřízení kraje a změny hranic
Ústecký kraj byl zřízen spolu s dalšími samosprávnými kraji na základě článku 99 a následujících Ústavy České republiky, ústavního zákona č. 347/1997 Sb., o vytvoření vyšších územních samosprávných celků, který stanoví názvy krajů a jejich vymezení výčtem okresů (území okresů definuje vyhláška ministerstva vnitra č. 564/2002 Sb.) a pro vyšší územní samosprávné celky stanoví označení „kraje“. Kraje definitivně vznikly 1. ledna 2000, samosprávné kompetence získaly na základě zákona č. 129/2000 Sb., o krajích (krajské zřízení), dne 12. listopadu 2000, kdy proběhly první volby do jejich nově zřízených zastupitelstev.
Toto krajské členění je obdobné krajům z let 1948–1960, zřízených zákonem č. 280/1948 Sb.
Převedení části historického území obce Valeč, nyní ležícího ve vojenském újezdu Hradiště, z Karlovarského do Ústeckého kraje (k obci Podbořanský Rohozec) se setkalo v dubnu 2012 se zásadním nesouhlasem obce Valeč, hejtman Josef Novotný pak požádal ministra obrany o přehodnocení záměru a své argumenty předložil i Generálnímu štábu Armády ČR. V srpnu 2012 byl opět zveřejněn záměr převést, v souladu s výsledky ankety uspořádané mezi místními obyvateli, z Karlovarského kraje na Ústecký území o 7 hektarech se 3 osadami (Bukovina, Střelnice a Ořkov) a 20 obyvateli, které má spádově blíž k Podbořanům. Karlovarský kraj po počátečním nesouhlasu nakonec vyjádřil souhlas. Podbořanský tajemník a znalec historie Martin Gutzer uvedl, že v roce 1953 byla Karlovarskému kraji přidělena část katastru Podbořanského Rohozce a tedy se mu vrací 500 ha, které mu předtím patřily, a navíc Bukovina má rodinné i ekonomické vazby na Podbořansko.

## Přírodní podmínky
Hranici s Německem tvoří z větší části hřeben Krušných hor, které pokračují do Karlovarského kraje. Nejvyšší bod kraje se nachází ve 1225 m n. m. na jihovýchodním svahu hory Klínovec, jejíž vrchol o nadmořské výšce 1244 m n. m. se již nachází na území Karlovarského kraje. Na severní hranici přechází pásmo hor v Labské pískovce s unikátními skalními městy, soutěskami a věžemi až 400 m n. m. Ve vnitrozemí vyniká sopečné České středohoří s nejvyšším vrcholem Milešovkou. Místo, kde Labe u Hřenska opouští české území, je naopak nejnižším bodem republiky (113 m n. m.).
Většinu území kraje odvodňuje Labe, jehož nejvýznamnějšími přítoky v kraji jsou Ohře, Ploučnice a Bílina (řeka).
Nejdůležitějším chráněným územím je Národní park České Švýcarsko, zahrnující část Labských pískovců. V kraji jsou i další chráněné krajinné oblasti, přírodní parky a maloplošná chráněná území.
Obec Žitenice u Litoměřic je uváděna jako nejteplejší místo v Čechách. Průměrná roční teplota vzduchu zde dosahuje 9,42 °C.

## Administrativní členění

Členění kraje na okresy

Území kraje je vymezeno územími okresů Děčín, Ústí nad Labem, Litoměřice, Teplice, Louny, Most a Chomutov. Celé toto území bylo do roku 2021 součástí Severočeského kraje.
Začátkem roku 2003 zanikly okresní úřady a území krajů se od té doby pro účely státní správy dělí na správní obvody obcí s rozšířenou působností, ty pak na správní obvody obcí s pověřeným obecním úřadem. Kromě okresních měst vykonávají rozšířenou působnost státní správy na území kraje ještě tyto obce: Bílina, Kadaň, Litvínov, Lovosice, Podbořany, Roudnice nad Labem, Rumburk, Varnsdorf a Žatec.
| Okres               | Počet obyvatel (1. 1. 2024) | Rozloha | Hust. zal. | Počet obcí |
| ------------------- | --------------------------- | ------- | ---------- | ---------- |
| Děčín (DC)          | 126 534                     | 909     | 143        | 52         |
| Chomutov (CV)       | 123 947                     | 935     | 134        | 44         |
| Litoměřice (LT)     | 119 486                     | 1 032   | 116        | 105        |
| Louny (LN)          | 86 899                      | 1 118   | 78         | 70         |
| Most (MO)           | 107 952                     | 467     | 239        | 26         |
| Teplice (TP)        | 127 918                     | 469     | 275        | 34         |
| Ústí nad Labem (UL) | 118 433                     | 405     | 295        | 23         |

### Politika
V Ústí nad Labem se nachází krajské zastupitelstvo Ústeckého kraje. Ve volebním období 2024–2028 se skládá z 6 zastupitelských klubů: ANO, STAROSTOVÉ PRO ÚSTECKÝ KRAJ, ODS, koalice SPD, Trikolory a PRO, dále STAČILO! a LEPŠÍ SEVER. Radu Ústeckého kraje tvoří ANO, ODS a LEPŠÍ SEVER. 

## Obyvatelstvo

### Největší města
Města Ústeckého kraje nad 10 tisíc obyvatel:
| město              | okres | počet obyvatel (1930) | počet obyvatel (1991) | počet obyvatel (1. 1. 2024) |
| ------------------ | ----- | --------------------- | --------------------- | --------------------------- |
| Ústí nad Labem     | UL    | 43 793                | 100 002               | 91 342                      |
| Most               | MO    | 56 751                | 70 670                | 63 882                      |
| Teplice            | TP    | 56 088                | 53 004                | 50 959                      |
| Chomutov           | CV    | 33 279                | 53 107                | 47 023                      |
| Děčín              | DC    | 55 925                | 53 899                | 46 799                      |
| Litoměřice         | LT    | 19 718                | 25 719                | 22 983                      |
| Litvínov           | MO    | 24 136                | 29 096                | 22 512                      |
| Jirkov             | CV    | 6 330                 | 17 887                | 19 323                      |
| Žatec              | LN    | 19 757                | 20 320                | 19 046                      |
| Kadaň              | CV    | 13 480                | 17 796                | 18 165                      |
| Louny              | LN    | 12 413                | 20 812                | 18 053                      |
| Varnsdorf          | DC    | 22 621                | 16 266                | 14 716                      |
| Bílina             | TP    | 16 586                | 17 025                | 14 580                      |
| Klášterec nad Ohří | CV    | 7 336                 | 16 213                | 14 175                      |
| Roudnice nad Labem | LT    | 9 261                 | 12 869                | 12 823                      |
| Krupka             | TP    | 16 096                | 12 620                | 12 779                      |
| Rumburk            | DC    | 15 738                | 10 789                | 10 861                      |

## Školství

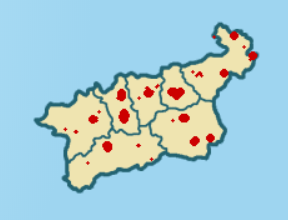
Mapa středních škol v Ústeckém kraji

V souladu s potřebami restrukturalizace výroby a služeb v důsledku útlumu hornictví vyvstala potřeba rekvalifikace obyvatel.
Svou úlohu v jejím naplnění mají odborná učiliště, odborné střední školy a vysoké školy (Univerzita Jana Evangelisty Purkyně v Ústí nad Labem, fakulta Českého vysokého učení technického v Děčíně a nově otevřená Vysoká škola finanční a správní v Mostě, Vysoká škola ekonomie a managementu v Ústí nad Labem).
Na území kraje působí 91 středních škol. Okresy: Děčín (19), Chomutov (8), Litoměřice (15), Louny (9), Most (17), Teplice (12), Ústí nad Labem (11)

## Hospodářství

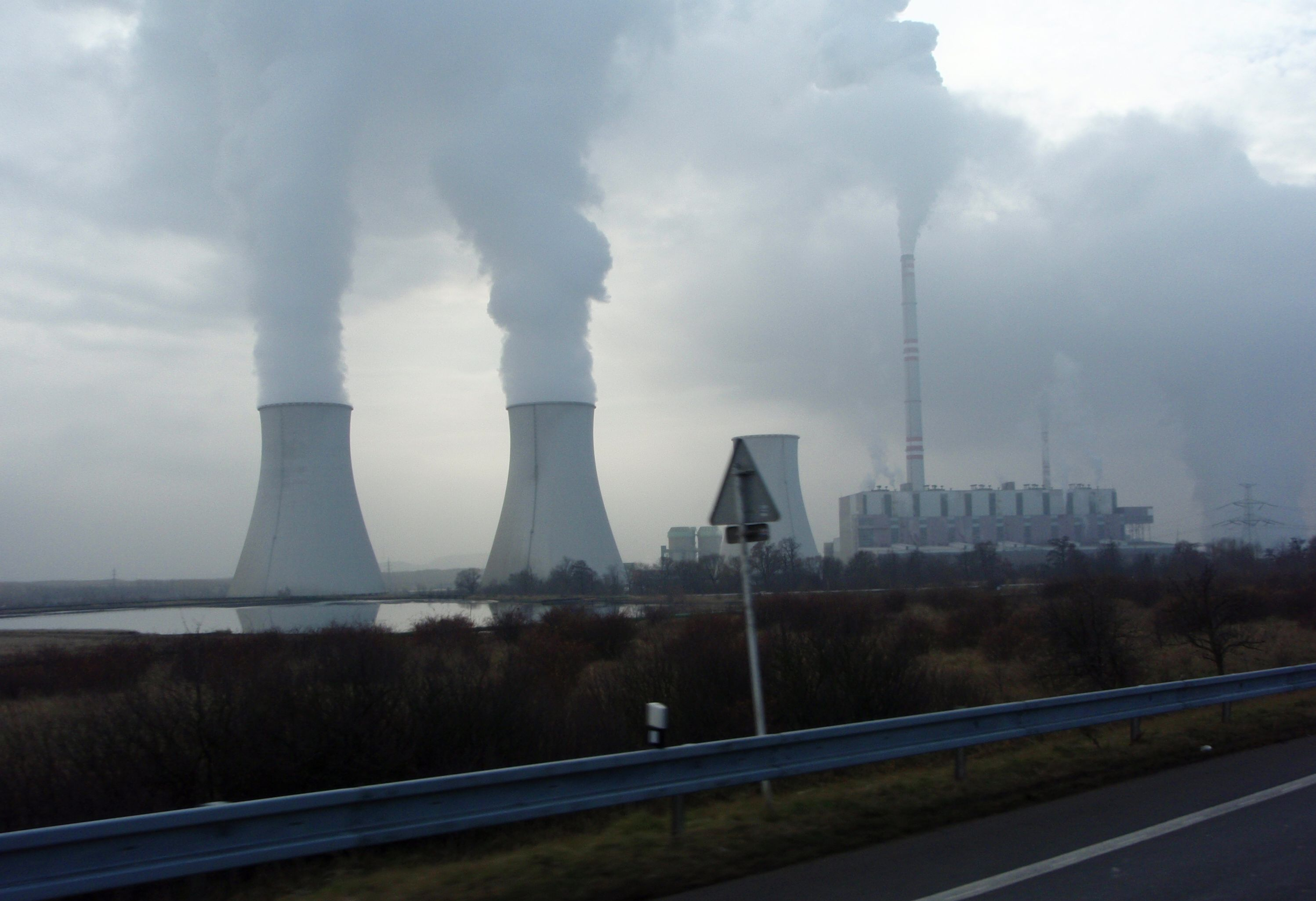
Elektrárny Prunéřov

Hospodářství kraje je specifické pro různé oblasti kraje, což je dáno tím, že se v kraji nachází několik velice odlišných krajinných typů. Od oblastí nížinných, kde se daří zemědělství (Kadaňsko, Litoměřicko, Žatecko, Lounsko), přes oblasti průmyslové (pánevní oblast) po oblasti hornaté (Krušné hory, České středohoří, Doupovské hory). Obecně se však Ústecký kraj mezi kraji České republiky vyznačuje výraznou orientací hospodářství na oblasti těžkého průmyslu.

### Těžba a spalování uhlí
Na území podkrušnohorské pánevní oblasti se nacházejí vydatná ložiska hnědého uhlí (Chomutovsko-mostecká hnědouhelná pánev), jehož zdejší zásoby tvoří významný energetický zdroj České republiky. V této souvislosti došlo v této oblasti k velkému rozvoji v dobývání a chemického a energetického zpracování uhlí. V blízkosti uhelných povrchových dolů se nacházejí největší české uhelné elektrárny (Prunéřov, Tušimice, Ledvice a Počerady).
Vzhledem k masivní devastaci regionu vláda Petra Pitharta na návrh tehdejšího ministra životního prostředí Ivana Dejmala dne 30. října 1991 přijala závazné usnesení č. 444 o územním limitech těžby hnědého uhlí v severních Čechách, které definuje linie, za něž nesmí postoupit těžby v jednotlivých dolech.
Usnesení vlády se týká:
- lomů Merkur, Březno a Libouš u Chomutova (nyní lom Nástup – Tušimice provozují Severočeské doly)
- lomů Šverma a Vršany západně od Mostu (nyní Lom Vršany – provozuje Vršanská uhelná z Czech Coal Group)
- lomu ČSA mezi Litvínovem a Jirkovem (nyní provozuje Severní energetická)
- lomu Ležáky na sever od Mostu (těžby ukončena, nyní probíhají rekultivace a vzniká tam jezero Most)
- lomu Bílina západně od Bíliny (nyní provozují Severočeské doly)
- lomu Chabařovice západně od Ústí nad Labem (těžba již ukončena, probíhají rekultivace a vzniká tam jezero Milada)

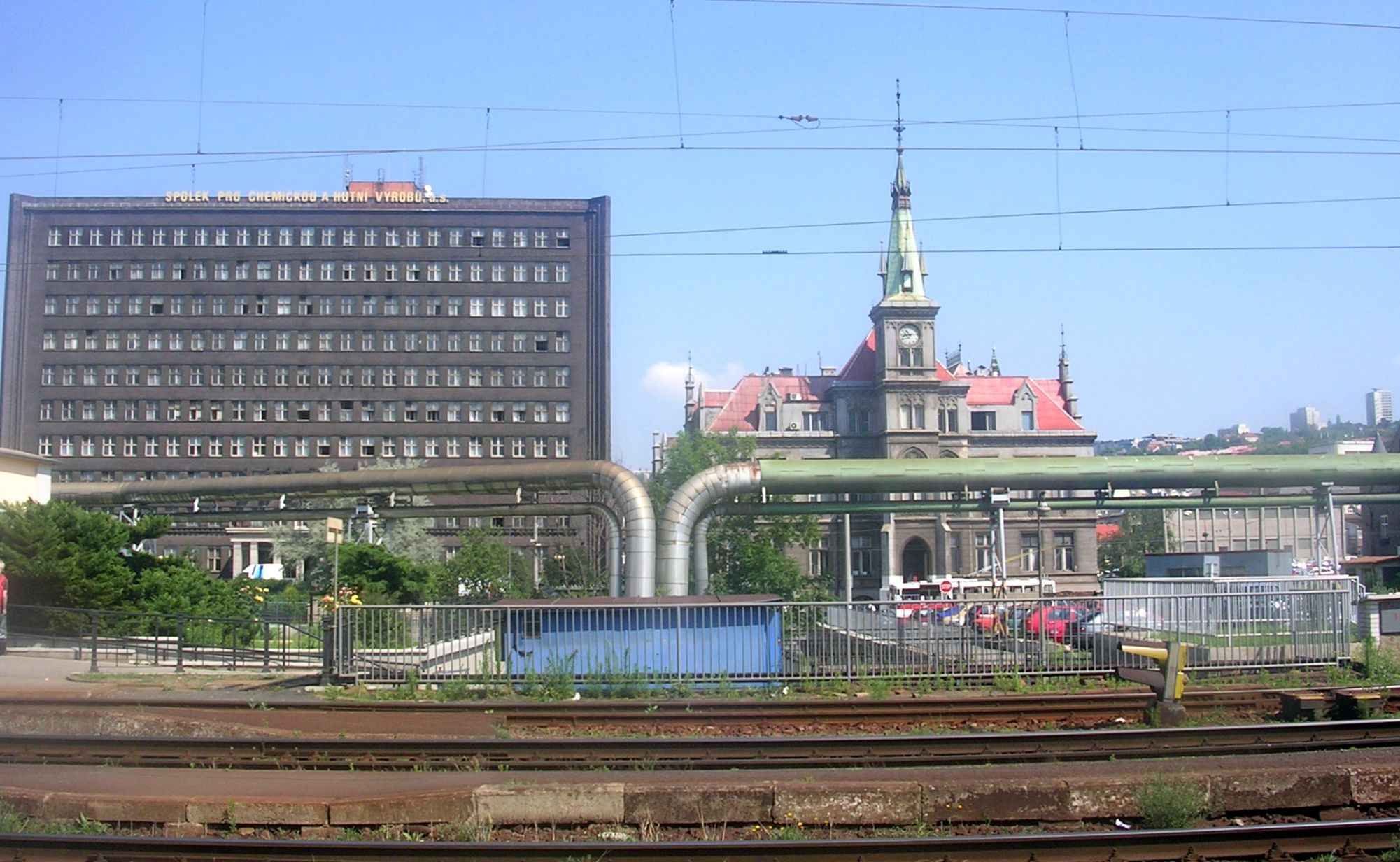
Spolchemie Ústí nad Labem

- několika výsypek.

### Chemický průmysl
Významně je v kraji zastoupen průmysl chemický. V Záluží u Mostu (dnešní Litvínov) se nachází největší česká rafinérie ropy (120 tis. barelů ropy denně), na jejichž produkty navazuje chemický průmysl zpracovatelský (výroba polymerů, amoniaku, vodíku, kyslíku, motorových paliv, topných olejů apod.). Přímo v krajském městě Ústí nad Labem se nacházejí dvě významné chemičky Spolchemie (výroba epoxidových pryskyřic, chloru, hydroxidu sodného, vodíku, barviv, umělých drahokamů aj.) a Setuza (výroba pracích a čisticích prostředků, zubních past, kosmetiky, jedlých tuků a olejů a motorové bionafty). Lovosická chemička Lovochemie se soustřeďuje na výrobu umělých hnojiv a viskózových vláken.

### Další odvětví

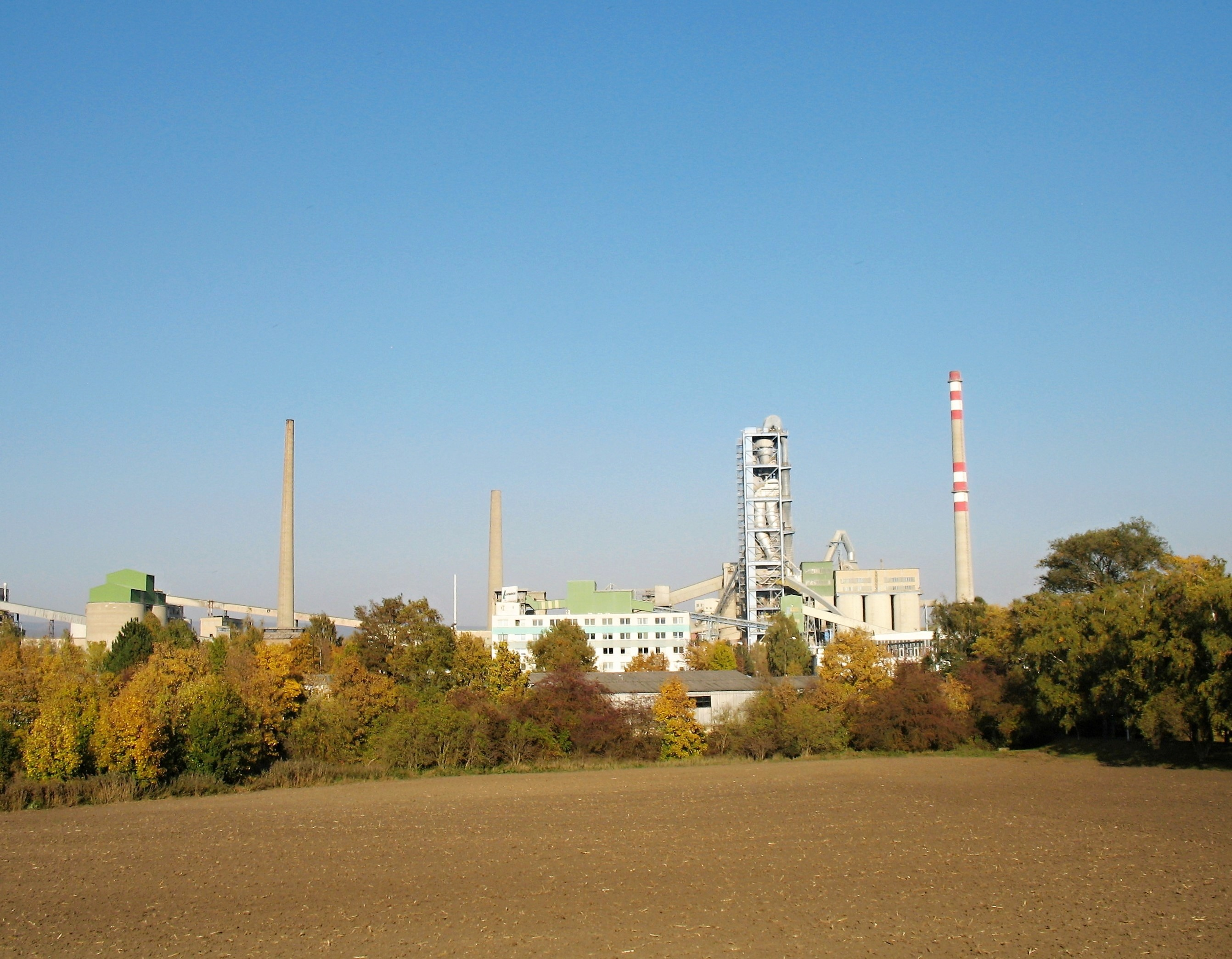
Cementárna Čížkovice

V neposlední řadě též papírenský průmysl (Štětí), dále průmysl stavebních hmot (cementárna Čížkovice), průmysl keramický (Teplice) a průmysl zpracování železných kovů (Chomutov) a mědi (Povrly). V regionu je též zastoupeno vinařství (Kadaň, Roudnice nad Labem, Velké Žernoseky) a pivovarnictví (Kadaň, Litoměřice, Žatec, Velké Březno). Žatecko je charakteristické pěstováním chmele. V posledním desetiletí dochází přeorientování na lehká odvětví průmyslu v nově budovaných příměstských průmyslových zónách (Žatec, Lovosice, Ústí nad Labem, Teplice …). I přes velký počet pracovních příležitostí ve výše jmenovaných oblastech hospodářství, patří Ústecko (zvláště okresy Most, Ústí nad Labem a Teplice) k oblastem s nejvyšším počtem nezaměstnaných nejen v rámci kraje, ale také v rámci celé země. V oblastech s nejvyšší mírou nezaměstnanosti (okres Most) je nezaměstnaný každý pátý práceschopný člověk.[chybí lepší zdroj]

## Doprava

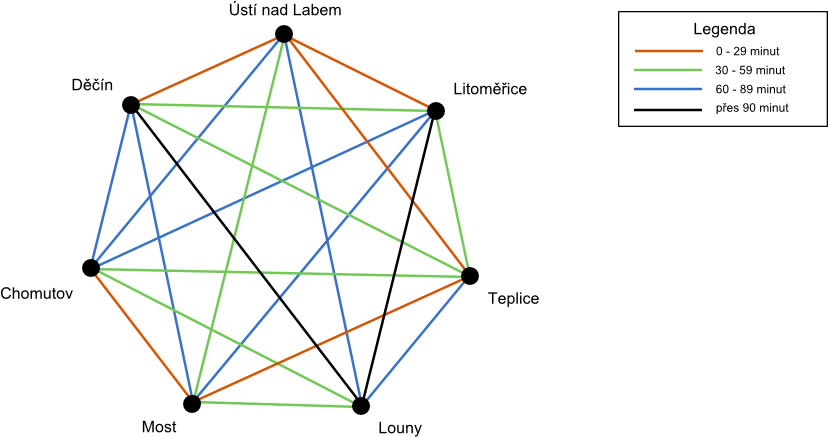
Akcesibilita železničních uzlů Ústeckého kraje k roku 2007

Krajem vedou 3 dálnice a to D6 Praha - Karlovy Vary, D7 Praha - Chomutov a D8 Praha - Ústí n. L - Drážďany, je postavených 109 km dálnic a 11 km je  ve výstavbě, dále tu vede z velké části čtyřproudová komunikace I/13 spojující Karlovy Vary - Chomutov - Most - Teplice - Ústí n. L - Děčín - Liberec. Labe je důležitou tepnou lodní dopravy, která spojuje vnitrozemské Česko se Severním mořem. Podél něj vede důležitý železniční tah z Prahy do Drážďan Železniční síť kraje vykazuje vysokou konektivitu a akcesibilitu, vysoce koncentrované osídlení v pánevní oblasti umožňuje koncentrovat osobní dopravu do méně dopravních spojů. V roce 2012 zde začaly jezdit moderní jednotky z Děčína do Kadaně a z Ústí nad Labem do Litvínova. Hlavní železniční tah, IV. železniční koridor, prochází Ústím nad Labem a pokračuje do Německa. Po druhé straně Labe vede železniční trať z Lysé nad Labem do Ústí nad Labem a představuje především důležitou tepnu pro nákladní vlaky. Autobusová doprava prošla v roce 2006 závažnou krizí, která souvisela s dominantním postavením jednoho dopravce.